# Calle Santiago del Estero (Tucumán)
La Calle Provincia de Santiago del Estero es una calle de San Miguel de Tucumán, Tucumán, Argentina. Se extiende desde la avenida Avellaneda hasta Camino del Perú, en el límite con Yerba Buena. Posee un sentido único este-oeste, siendo doble mano entre Alfredo Amenábar y Esteban Echeverría.

## Historia
La calle fue creada originalmente con el trazado colonial original de la ciudad en 1685 como calle de ronda del área fundacional de San Miguel de Tucumán, extendiéndose a su actual extensión con el ensanche de la traza urbana en 1887. Durante fines del siglo XIX y principios del siglo XX se asentaron diversas instituciones como la Iglesia San Marón, la parroquia Corazón de María, el desaparecido Cine Broadway o se crearon barrios hacia el oeste como Villa Luján.
En 2024, en marco del Plan Integral de Movilidad Urbana, se crearon carriles exclusivos para colectivos desde avenida Avellaneda hasta calle Salta. Este plan fue criticado por empresarios del transporte y se registraron el 17% de las 10.000 infracciones registradas desde la implementación de todos los carriles exclusivos.

## Sitios de interés
A lo largo de esta calle se desarrollan varios lugares de interés y emblemáticos:
- Sanatorio Parque
- Escuela Primaria José Mármol
- Hotel Amerian Tucumán
- Escuela Bartolomé Mitre
- Parroquia Nuestro Señor del Milagro y San Marón
- Parroquia Inmaculado Corazón de María
- Plaza Alberdi
- Hotel América
- Plaza Bernardo de Irigoyen
- Plaza Helguera